# Bowral
Bowral är en ort i Australien. Den ligger i kommunen Wingecarribee och delstaten New South Wales, i den sydöstra delen av landet, omkring 100 kilometer sydväst om delstatshuvudstaden Sydney. Antalet invånare är 9 605.
Bowral är det största samhället i trakten.
Trakten runt Bowral består till största delen av jordbruksmark. Runt Bowral är det glesbefolkat, med 15 invånare per kvadratkilometer. Genomsnittlig årsnederbörd är 1 238 millimeter. Den regnigaste månaden är februari, med i genomsnitt 210 mm nederbörd, och den torraste är juli, med 35 mm nederbörd.